# Есаяс Теґнер-молодший

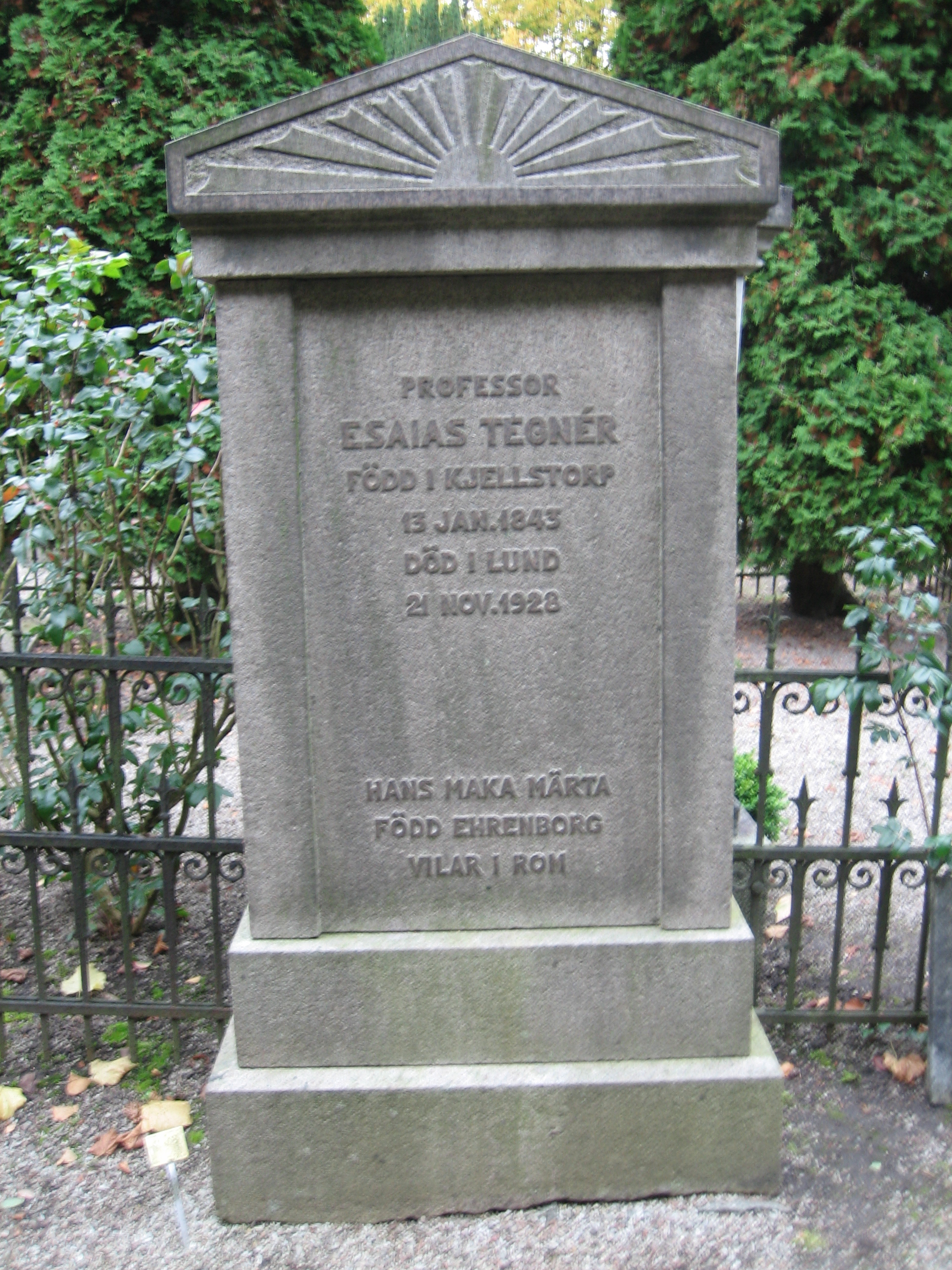
Могила Есаяса Теґнера-молодшого на Східному цвинтарі в Лунді.

Еса́яс (Ге́нрік Вільге́льм) Те́ґнер-молодший (швед. Esaias (Henrik Wilhelm) Tegnér den yngre, * 13 січня 1843, Челльстурп, лен Мальмегус, комуна Треллеборг, Швеція — † 21 листопада 1928, Лунд) — шведський мовознавець, член Шведської академії (крісло № 9), професор Лундського університету, член Біблійної комісії, головний редактор Словника Шведської академії.
Внук шведського поета Есаяса Теґнера, шурин шведської композиторки Аліси Теґнер.

## Біографічні дані
Есаяс Теґгнер народився в сім'ї священика Крістофера Теґнера і Емми Софії (до шлюбу Кінберг). У 1859 році вступив до Лундського університету, 1865 року став доктором філософії й доцентом цього навчального закладу. Спеціалізувався у семітських мовах. У 1872-му став ад'юнктом у галузі порівняльного мовознавства. Читав лекції із загального мовознавства у Стокгольмському університеті у 1873 році. 1876 року став членом Упсальського наукового товариства.
У 1879-му Теґнер одружився з Мертою Марією Катаріною Еренбург, що народилася 1859 року в Лінде (лен Ґотланд. 1879 року став членом Шведської королівської академії історії літератури і старожитностей, а в 1882-му — Гетеборзького наукового і літературного товариства. 1894 року став доктором теології. У 1896 році Теґнера прийняли до Шведської королівської академії наук.
Теґнера поховали на Східному цвинтарі у Лунді.

## Індоєвропеїстика
Теґнер написав тільки одну, зате дуже вагому статтю про історію індоєвропейських мов — «Палатальні звуки арійських мов» / De ariske språkens palataler, в якій запропонував рішення однієї з трьох найважливіших проблем, що постали у 1860–1880 роках і стосувалися закону Ґрассмана, закону Вінтера й закону про палатальні звуки. Автором останнього з них, який описує звукозміну в індо-іранських мовах, став Теґнер разом з кількома іншими науковцями. Це відкриття мало далекосяжні наслідки для опису праіндоєвропейської фонетичної системи.

## Мовна реформа
У другій половині дев'ятнадцятого століття у Швеції тривала дискусія між консервативними членами Шведської академії і прихильниками нового правопису на чолі з Адольфом Нуреном. Есаяс Теґнер стояв на поміркованих позиціях.
Ця дискусія почалася 1874 року, після виходу першого видання Словника Шведської академії, в якому використано стару, леопольдівську орфографію 1801 року й не враховано пропозицій про нову, які у 1869 році висунули скандинавісти з Норвегії, Данії та Швеції. Пропозиції сформульовано в п'ятнадцяти пунктах маніфесту Артура Газеліуса «Про шведський правопис» (1870–1871).
Теґнер залучився до наукової суперечки в 1886 році, опублікувавши статтю. У ній він як альтернативу фонетичній транскрипції, яку обстоювали адепти реформи, подав морфематичний (або ж фонематичний) принцип. Це був плідний компроміс, і на шостому виданні Словника Шведської академії 1889 року позначився вплив Теґнера.

## Граматичний рід
Есаяс Теґнер виступав проти спроб зберегти систему трьох родів у шведській мові.

## Мова Біблії
У 1884–1917 роках Теґнер був член Біблійної комісії, яку 1773 року заснував Ґустав III. Учений відповідав за мову перекладу Святого Письма.

## Прізвища
У статті «Про шведські прізвища» / Om Sveriges familjenamn (1882) Теґнер розглянув складові цих прізвищ. Він констатував, що в результаті розвитку власних імен зникли деякі закінчення, хоча вони поширені в топоніміці. Немає прізвищ, що закінчуються на -hed, -lid, -myr, -näs, -rud, -ryd, -säter, -vad, -åker, -ås та -äng. Цю заувагу врахував у 1939 році професор Єран Сальґрен у Словнику шведських імен і прізвищ. Видання цієї книжки підтримав уряд Швеції, маючи на меті допомогти формувати нові прізвища й імена. У ХХ столітті закінчення, на які вказав Теґнер, фігурували як формотвірні елементи в багатьох новостворених шведських прізвищах.

## Бібліографія

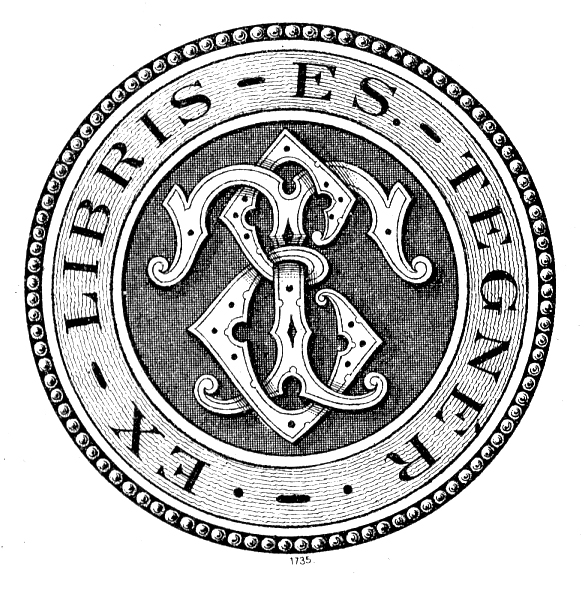
Екслібрис Есаяса Теґнера. Цілком імовірно, що належав його дідові й прадідові з батьківської лінії.

## Нагороди і відзнаки
- Членство у Шведській академії (крісло № 9), 1879
- Членство у Шведській королівській академії наук (№ 677), 1896
- Членство у Шведській королівській академії історії літератури і старожитностей, 1879